# 張拱辰 (正德進士)
張拱辰（1481年—？），字仰德，廣東順德龍山人，軍籍，明朝政治人物，沙富张氏。

## 生平
廣東乡试第三十二名举人，正德十二年（1517年）丁丑科會試三百二名，廷试二甲二十名進士，都察院观政，授户部江西清吏司主事，后升任戶部员外郎、郎中，監管太倉。轉任福建布政使司参议，钦命南京漕运，后負責鹽運管理。娶妻马氏為庐陵县知县馬騶之女。

## 家族
曾祖张观惠。祖父张德政，壽官。父张真。母馮氏。永感下。